# Ibrahima Hamayadji
Ibrahima Hamayadji (* 27. Juli 2004) ist ein kamerunischer Leichtathlet, der sich auf den Sprint spezialisiert hat.

## Sportliche Laufbahn
Erste internationale Erfahrungen sammelte Hamayadji Ibrahima im Jahr 2022, als er bei den Islamic Solidarity Games in Konya mit der kamerunischen 4-mal-100-Meter-Staffel in 39,51 s den siebten Platz belegte. Im Jahr darauf schied er bei den Spielen der Frankophonie in Kinshasa mit 10,63 s in der ersten Runde im 100-Meter-Lauf aus und schied über 200 Meter mit 21,46 s aus. Zudem belegte er im Staffelbewerb in 39,72 s den vierten Platz. 2024 schied er bei den Afrikameisterschaften in Douala mit 10,53 s im Vorlauf über 100 Meter aus und verpasste mit der 4-mal-100-Meter-Staffel den Finaleinzug. Zudem belegte er mit der Mixed-Staffel über 4-mal 400 Meter in 3:30,95 min den siebten Platz.
2023 wurde Ibrahima kamerunischer Meister im 200-Meter-Lauf.

## Persönliche Bestleistungen
- 100 Meter: 10,47 s (+1,1 m/s), 3. Februar 2024 in Yaoundé
- 200 Meter: 20,95 s (+1,7 m/s), 7. Januar 2024 in Yaoundé
- 400 Meter: 47,22 s, 6. April 2024 in Yaoundé